# Vangelo di Taddeo
Il Vangelo di Taddeo era un vangelo della letteratura cristiana delle origini, scritto in greco, composto nel II secolo e con attribuzione pseudepigrafica a Giuda Taddeo apostolo. Andato perduto, fu citato nel Decreto gelasiano; non fa parte del canone biblico ed è dunque confessionalmente considerato un vangelo apocrifo.